# Turborotalitinae
Turborotalitinae es una subfamilia de foraminíferos planctónicos de la Familia Turborotalitidae, de la Superfamilia Globigerinoidea, del Suborden Globigerinina y del Orden Globigerinida.  Su rango cronoestratigráfico abarca desde el Luteciense (Eoceno medio) hasta la Actualidad.

## Discusión
Clasificaciones previas incluían los taxones de Turborotalitinae en la Subfamilia Globigerininae de la Familia Globigerinidae.

## Clasificación
Turborotalitinae incluye a los siguientes géneros:
- Berggrenia
- Turborotalita